# Megachile sauteri
Megachile sauteri là một loài Hymenoptera trong họ Megachilidae. Loài này được Hedicke mô tả khoa học năm 1940.